# Línea A (Tranvía de Burdeos)
La línea A del Tranvía de Burdeos es una línea que une la estación de Le Haillan−Rostand con las de La Gardette−Bassens y Floirac−Dravemont. En términos geográficos une el oeste de la aglomeración de Burdeos al este, cruzando el río Garona mediante el Puente de Piedra, por el centro de la ciudad.

## Historia
La línea A fue inaugurada el 21 de diciembre de 2003 por Alain Juppé y Jacques Chirac, entre las estaciones de Mériadeck y Lauriers o La Morlette. Esa misma mañana se inauguraban las cocheras del tranvía, cerca de la antigua estación de Orléans.
- El 26 de septiembre de 2005, se prolongó entre Mériadeck y Saint-Augustin
- El 27 de febrero de 2007, se prolongó entre La Morlette y Floirac—Dravemont
- El 21 de junio de 2007, se prolongó entre Saint-Augustin y Mérignac—Centre
- El 2 de septiembre de 2007, se inauguró la estación de Cenon—Gare, conectando la red a la SNCF
- El 31 de mayo de 2008, se prolongó entre Lauriers y La Gardette—Bassens—Carbon-Blanc
- El 22 de febrero de 2010, después de reestructurar completamente la red de autobuses, la línea pasa a ser de color morado (y no azul, como antes)
- El 6 de septiembre de 2010, se inauguró la estación de Fontaine d'Arlac, siendo la segunda de la red conectada a la SNCF
- El 24 de enero de 2015, la línea se prolongó entre Mérignac—Centre y Le Haillan—Rostand. Aquí empezaron los servicios parciales

Actualmente, la línea opera con servicios "en X", alternando el destino del tren entre las dos extensiones.

## Recorrido
La línea A sale de la estación Le Haillan—Rostand por vía única, en el límite de Mérignac. Después, atraviesa la Ronda de Burdeos, cerca de la salida 9, y gira a la derecha para entrar en la estación Les Pins, pasando a ser vía doble. La línea sigue por las calles rue Alphonse-Daudet y avenue des Frères Robinson para rodear por el sur el parc du Vivier. Tras pasar el ayuntamiento de Mérignac, la línea zig-zaguea hasta llegar a la Estación de Mérignac-Arlac, para continuar después por avenue François-Mitterrand hasta el centro de Burdeos, abandonando esta avenida sólo para dar servicio al Hôtel de Police.
El casco antiguo lo atraviesa por la calle cours d'Alsace-Lorraine, cruzando las vías de la línea B al principio de dicha calle y las de la línea C y la línea D al final, al lado del río Garona. 
Después de cruzar el río Garona por el Puente de Piedra, la línea emplea la avenue Jean-Jaurès para abandonar Burdeos y entrar en Cenon, continuando hasta la Estación de Cenon. A continuación, va por la avenue Carnot hasta la estación Butinière, donde la línea se bifurca en dos ramas, una hacia el norte y otra hacia el sur.
La rama norte toma la avenue de la Libération, girando a la izquierda después de la estación Lauriers y cruza la Ronda de Burdeos cerca de la salida 3 para seguir paralela a ella hasta la salida 2. Allí, entre las comunas de La Gardette, Bassens y Carbon-Blanc, se encuentra la última estación de esta rama, La Gardette—Bassens—Carbon-Blanc.
La rama sur continúa durante un tiempo por la avenue Carnot y luego gira a la derecha en la rue Camille-Pelletan para girar otra vez a la izquierda por avenue Jean Zay. Cruza la Ronda de Burdeos cerca de la salida 25 y continúa por avenue Georges-Clemenceau para acabar entrando en Floirac, donde se encuentra la estación Floirac—Dravemont.

### Correspondencias
- en Hôtel de Ville
- en Porte de Bourgogne
- en Porte de Bourgogne
- 13  en Cenon—Gare
- 41   en Cenon—Gare
- 42  en Fontaine d'Arlac
- 43  en Cenon—Gare
- Bat3  en Stalingrad
- en Aéroport

## Infraestructura

### Servicios totales
En la línea operan los siguientes servicios:
- Le Haillan—Rostand ↔ La Gardette—Bassens—Carbon-Blanc
- Le Haillan—Rostand ↔ Floirac—Dravemont
- Pin Galant ↔ La Gardette—Bassens—Carbon-Blanc
- Pin Galant ↔ Floirac—Dravemont

### Servicios parciales
- Hôpital Pellerin ↔ Cenon—Gare

### Cocheras deLa Bastide
Los trenes se guardan en las cocheras de La Bastide, en Burdeos, en la orilla derecha del río Garona desde la apertura de la línea.

### Fuente de energía
Los trenes de esta línea se alimentan, mayoritariamente, gracias a una catenaria electrificada a 750 V CC. En los tramos que transcurren por el centro de Burdeos, utilizan el sistema APS, principalmente debido a razones estéticas. Concretamente, los tramos que no tiene presencia de catenaria son entre Palais de Justice y Stalingrad, entre Pelletan y La Morlette, en Cenon, y entre Pin Galant y Lycées de Mérignac, en Mérignac.

## Estaciones
|  |   |   |   |  | Estación                         | Municipio  | Correspondencia                                         |  |
|  | - | - | - |  | -------------------------------- | ---------- | ------------------------------------------------------- |  |
|  |   |   | • |  | Le Haillan—Rostand               | Le Haillan | 30 36 39 71                                             |  |
|  |   |   | • |  | Les Pins                         | Mérignac   | 16 34 39 71                                             |  |
|  |   |   | • |  | Frères Robinson                  | Mérignac   | 30 34                                                   |  |
|  |   |   | • |  | Mérignac—Hôtel de Ville          | Mérignac   |                                                         |  |
|  |   |   | ■ |  | Pin Galant                       | Mérignac   |                                                         |  |
|  |   |   | ■ |  | Mérignac—Centre                  | Mérignac   | 1 30 33 35 42 701 702 710                               |  |
|  |   |   | ■ |  | Lycées de Mérignac               | Mérignac   | 30 33 35 42                                             |  |
|  | • |   |   |  | Aéroport (2022)                  | Mérignac   | 1 39 48                                                 |  |
|  | • |   |   |  | Lindbergh (2022)                 | Mérignac   | 1 39 48                                                 |  |
|  | • |   |   |  | Cadéra (2022)                    | Mérignac   | 1 36                                                    |  |
|  | • |   |   |  | Parc du Chemin Long (2022)       | Mérignac   | 34                                                      |  |
|  | • |   |   |  | Mérignac—Soleil (2022)           | Mérignac   | 30 33 34 601                                            |  |
|  |   | ■ |   |  | Quatre Chemins                   | Mérignac   | 35 601                                                  |  |
|  |   | ■ |   |  | Pierre Mendès—France             | Mérignac   | 35                                                      |  |
|  |   | ■ |   |  | Alfred de Vigny                  | Mérignac   |                                                         |  |
|  |   | ■ |   |  | Fontaine d'Arlac                 | Mérignac   | 42 23 42 54                                             |  |
|  |   | ■ |   |  | Peychotte                        | Mérignac   | 23 42 54                                                |  |
|  |   | ■ |   |  | François Mitterrand              | Mérignac   | 42                                                      |  |
|  |   | ■ |   |  | Saint-Augustin                   | Burdeos    | 41                                                      |  |
|  |   | ■ |   |  | Hôpital Pellegrin                | Burdeos    | 8 11 42 701 702 710                                     |  |
|  |   | ■ |   |  | Stade Chaban-Delmas              | Burdeos    | 9                                                       |  |
|  |   | ■ |   |  | Gaviniès                         | Burdeos    |                                                         |  |
|  |   | ■ |   |  | Hôtel de Police                  | Burdeos    | 4 26                                                    |  |
|  |   | ■ |   |  | Saint-Bruno—Hôtel de Région      | Burdeos    | 26 29 601                                               |  |
|  |   | ■ |   |  | Mériadeck                        | Burdeos    | 1 16 83 601                                             |  |
|  |   | ■ |   |  | Palais de Justice                | Burdeos    | 1 4 5N 5S 15 16 83                                      |  |
|  |   | ■ |   |  | Hôtel de Ville                   | Burdeos    |                                                         |  |
|  |   | ■ |   |  | Sainte-Catherine                 | Burdeos    | 47                                                      |  |
|  |   | ■ |   |  | Place du Palais                  | Burdeos    |                                                         |  |
|  |   | ■ |   |  | Porte de Bourgogne               | Burdeos    | 16 407                                                  |  |
|  |   | ■ |   |  | Stalingrad                       | Burdeos    | 10 16 27 28 34 45 80 91 92 401 402 403 404 405 501 Bat3 |  |
|  |   | ■ |   |  | Jardin Botanique                 | Burdeos    | 10 45                                                   |  |
|  |   | ■ |   |  | Thiers-Benauge                   | Burdeos    |                                                         |  |
|  |   | ■ |   |  | Galin                            | Burdeos    | 16 28 31 51 52                                          |  |
|  |   | ■ |   |  | Jean Jaurès                      | Cenon      | 31                                                      |  |
|  |   | ■ |   |  | Cenon—Gare                       | Cenon      | 13 41 43 27 31 32 40 51                                 |  |
|  |   | ■ |   |  | Carnot—Mairie de Cenon           | Cenon      | 27 40 51                                                |  |
|  |   | ■ |   |  | Buttinière                       | Cenon      | 27 32 40 64 67 93 201 301 302 303                       |  |
|  | • |   |   |  | Palmer                           | Cenon      |                                                         |  |
|  | • |   |   |  | Pelletan                         | Cenon      |                                                         |  |
|  | • |   |   |  | La Morlette                      | Cenon      | 32                                                      |  |
|  | • |   |   |  | Jean Zay                         | Cenon      | 27 51                                                   |  |
|  | • |   |   |  | La Marègue                       | Cenon      | 32                                                      |  |
|  | • |   |   |  | Floirac—Dravemont                | Floirac    | 28 32 63 80                                             |  |
|  |   |   | • |  | Iris                             | Lormont    |                                                         |  |
|  |   |   | • |  | Gravières                        | Lormont    | 40                                                      |  |
|  |   |   | • |  | Bois Fleuri                      | Lormont    | 32 40                                                   |  |
|  |   |   | • |  | Lauriers                         | Lormont    | 40                                                      |  |
|  |   |   | • |  | Mairie de Lormont                | Lormont    | 32 40                                                   |  |
|  |   |   | • |  | Carriet                          | Lormont    | 40                                                      |  |
|  |   |   | • |  | La Gardette—Bassens—Carbon-Blanc | Lormont    | 7 50 90 202                                             |  |

## Explotación de la línea

### Tiempo
En general, el tiempo que se tarda en realizar los recorridos más transitados es el siguiente:
- Le Haillan—Rostand ↔ Pin Galant (10 minutos)
- Le Haillan—Rostand ↔ Hôpital Pellegrin (26 minutos)
- Le Haillan—Rostand ↔ Sainte-Catherine (40 minutos)
- Le Haillan—Rostand ↔ Buttinière (57 minutos)
- Le Haillan—Rostand ↔ La Gardette—Bassens—Carbon-Blanc (67 minutos)
- Le Haillan—Rostand ↔ Floirac—Dravemont (65 minutos)

### Frecuentación
El número de pasajeros anuales no ha dejado de aumentar desde su apertura.
| Año                              | 2007 | 2008 | 2013 | 2014 | 2015 | 2016 | 2017 |
| Número de Viajeros (en millones) | 21   | 22,3 | 30,3 | 30,2 | 31,8 | 33,9 | 37,6 |

## Futuro
El 29 de abril de 2016, se aprobó ampliar la línea entre las estaciones de Quatre Chemins y Aéroport. Las obras empezaron en verano de 2019 y su apertura está prevista para el primer semestre de 2022.